# Cylisticus giljarovi
Cylisticus giljarovi är en kräftdjursart som beskrevs av Borutzkii 1977. Cylisticus giljarovi ingår i släktet Cylisticus och familjen Cylisticidae. Inga underarter finns listade i Catalogue of Life.